# Max Aub

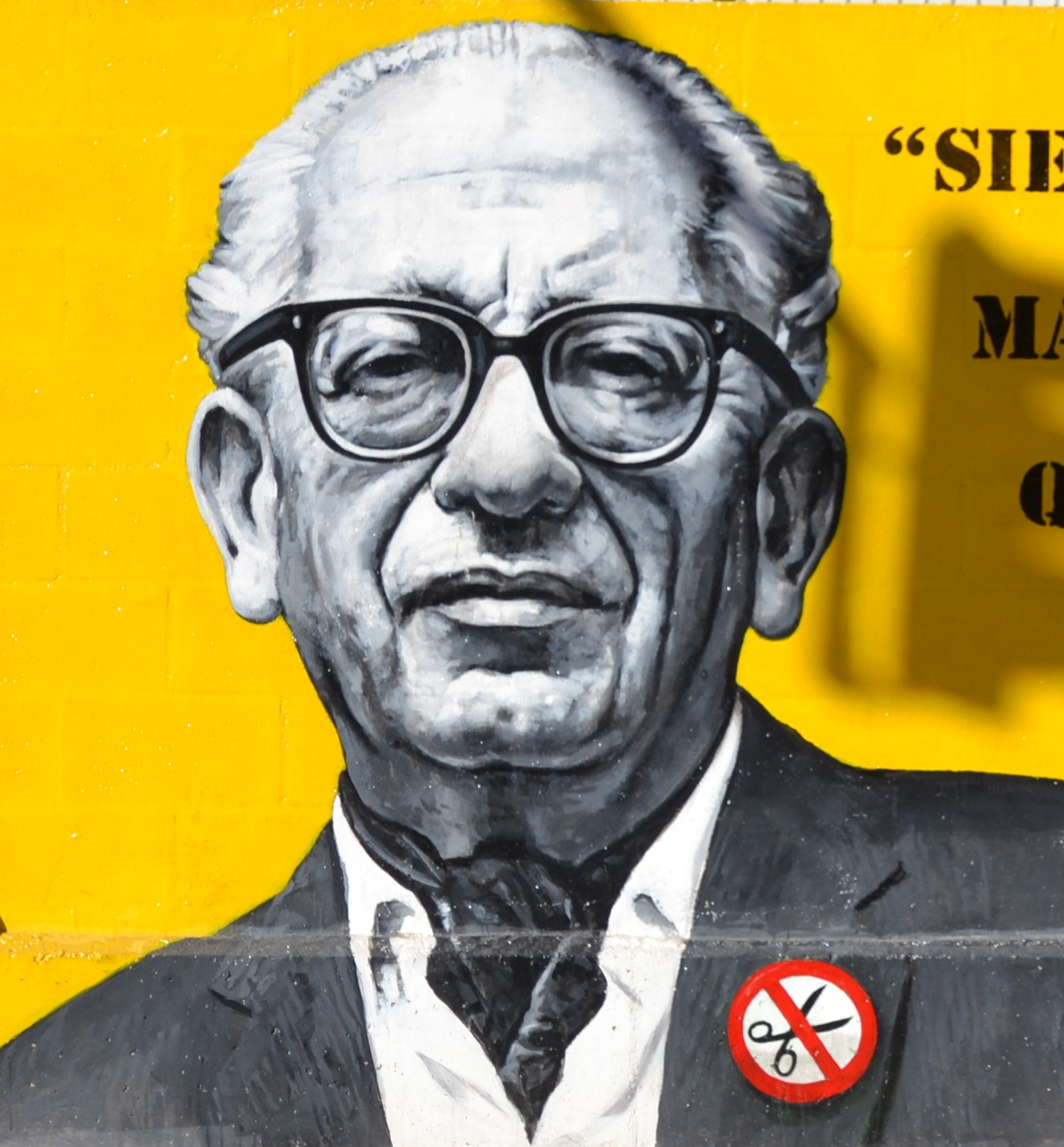
Max Aub auf einem Wandgemälde an der Schule Max Aub in Valencia

Max Aub, auch Max Aub Mohrenwitz, (* 2. Juni 1903 in Paris; † 22. Juli 1972 in Mexiko-Stadt) war ein spanischer Schriftsteller französischer Herkunft mit deutschen Vorfahren. Sein Leben war gezeichnet von den europäischen Katastrophen des 20. Jahrhunderts: Spanischer Bürgerkrieg, Zweiter Weltkrieg und Holocaust. Sein sechsbändiger Romanzyklus El laberinto mágico mit rund 3.000 Seiten zählt zu den wichtigsten Darstellungen und literarischen Analysen des Spanischen Bürgerkriegs.

## Leben und Werk
Trotz seiner Herkunft aus Frankreich gilt Aub als spanischer Schriftsteller, da er ausschließlich auf Spanisch geschrieben hat. Die ursprüngliche Herkunft der Familie väterlicherseits und ihre Namensgeberin ist die fränkische Kleinstadt Aub, in deren jüdischer Gemeinde sich die Vorfahren von Max Aub bis ins frühe 18. Jahrhundert zurückverfolgen lassen. Sein Vater ist der Münchener Handelsvertreter Friedrich Aub und seine Mutter Susana Mohrenwitz aus Paris. Hier verlebte Aub auch eine bürgerliche Kindheit und seine Schulzeit am Collège Rollin.
Zu Beginn des Ersten Weltkriegs befand sich Aubs Vater auf der Rückreise aus Spanien, als er vom französischen Staat zur Persona non grata erklärt und ihm die Einreise verweigert wurde. Max Aub verließ daraufhin zusammen mit seiner Schwester Magdalena und seiner Mutter Paris und emigrierte nach Valencia. Dort besuchte er die Schulen Alliance Française und Escuela Moderna, um 1920 auf dem staatlichen Gymnasium das Abitur zu erreichen.
Während seiner Schulzeit in Valencia befreundete sich Aub u. a. mit dem späteren Philosophen José Gaos und dem Schriftsteller Juan Chabás. Aber auch der spätere Maler Genaro Lahuerta und der Soziologe José Medina Echevarría gehörten seit der Schulzeit zu seinen Freunden. Von seiner Familie und auch seinen Lehrern wurde Aub ein Studium nahegelegt, doch er entschied sich – um nach eigenem Bekunden finanziell unabhängig zu werden – Handelsvertreter gleich seinem Vater zu werden.
Schon in seiner Schulzeit abonnierte Aub mehrere literarische Zeitschriften (u. a. Nouvelle Revue Française) und begann auch selbst, sich als Schriftsteller zu versuchen. Seine Geschäftsreisen nutzte Aub immer, um mit Künstlern und Schriftstellern in Kontakt zu kommen. Im Lauf dieser Jahre schloss er Freundschaft mit Jorge Guillén, Gerardo Diego, Federico García Lorca, Enrique Díez-Canedo und Luis Buñuel.
Letzterer ermunterte Aub zu ersten „experimentellen“ Theaterstücken, die freilich kaum oder nie zur Aufführung kamen (dies hat sich bis zur Gegenwart - die zwanziger Jahre des 21. Jahrhunderts -  nicht geändert). 1923 hielt sich Aub in Saragossa auf, wo er Augenzeuge des Putsches von Miguel Primo de Rivera wurde. Diese Erlebnisse verarbeitete Aub in seinem Schlüsselroman La calle de Valverde (‚Die Valverde-Straße‘), in dem neben anderen auch die Schriftsteller Vicente Blasco Ibáñez und Miguel de Unamuno auftreten. Seiner Sehschwäche wegen wurde Aub zeit seines Lebens zu keinerlei Militärdienst herangezogen.
Am 3. November 1926 heiratete Aub die Valencianerin Perpetua Barjau Martín. Mit ihr hatte er drei Töchter; María Luisa, Elena und Carmen. Ein Jahr später wurde er Teilhaber in der Firma seines Vaters. Immer schon politisch interessiert, trat Aub 1929 in die PSOE ein. Als sich 1931 die Zweite Republik etabliert, ist Aub auch als politischer Redner auf vielen Veranstaltungen zu hören.
In dieser Zeit machte er sich auch am Theater einen Namen. Zusammen mit Medina Echevarría und García Valdés reiste Aub 1933 in die Sowjetunion, um an einem Theaterfestival teilzunehmen und evtl. auch, um eigene Stücke vorzustellen. In diesen findet sich eine deutliche Beeinflussung durch Jacques Copeau, Max Reinhardt, Erwin Piscator und Bertolt Brecht. Aub stand dabei aber auch den Theorien von Wsewolod Emiljewitsch Meyerhold, Konstantin Sergejewitsch Stanislawski und Alexander Tairow durchaus aufgeschlossen gegenüber.
In den Jahren 1934 und 1936 leitete Aub in Valencia das Theater El Búho. Auf verschiedenen Reisen nach Berlin, Madrid und Paris kam er dabei u. a. in Kontakt mit André Malraux, Gustav Regler und Ernest Hemingway. Als im Juli 1936 der Spanische Bürgerkrieg ausbrach, schloss sich Aub der Alianza de escritores antifascistas para la defensa de la cultura an. In diesem Rahmen war er 1936 maßgeblich an der Ausrichtung eines internationalen Schriftstellerkongress beteiligt. Dabei lernte er den spanischen Botschafter in Paris, Luis Arquistaín kennen, der ihn spontan als Kulturattaché an die spanische Botschaft nach Frankreich holte.
In diesem Amt – das er von Dezember 1936 bis Juli 1937 innehatte – erteilte Aub im Namen des spanischen Staates Pablo Picasso den Auftrag für das Bild Guernica (Honorar 150.000 Franc). Dieses Gemälde präsentiert Aub 1937 auf der Weltausstellung im spanischen Pavillon der Öffentlichkeit.
Zwischen Januar 1939 und April 1940 lebte Aub zusammen mit seiner Familie in Frankreich; in dieser Zeit versuchte er, mit André Malraux den gemeinsam produzierten Film Sierra de Teruel fertigzustellen und begann zeitgleich mit der Niederschrift seiner ersten Romane über den Bürgerkrieg.

### 1940: Denunziation und Exil in Mexiko
Im März 1940 ging bei der spanischen Botschaft eine anonyme Denunziation ein, die ihn als „deutschen Kommunisten und gewaltbereiten Revolutionär“ benannte. Der franquistische spanische Botschafter José Félix de Lequerica machte sich die Denunziation zu eigen und forderte die französischen Behörden auf, umgehend Maßnahmen gegen „diesen Deutschen (Juden) und notorisch gefährlichen Kommunisten“ zu ergreifen. Wenig später wurde Aub verhaftet und zunächst im Stadion Roland Garros, danach in das Lager Le Vernet gebracht. Nach seiner Entlassung arbeitete er in Marseille für das Emergency Rescue Committee, das allen bürokratischen Schikanen zum Trotz den Verfolgten des Nazi-Regimes die Flucht aus Europa zu ermöglichen versuchte. Auch deshalb wurde Aub immer wieder verhaftet und zeitweise inhaftiert. Eine Stütze in der Zeit der Verfolgung war die Freundschaft mit Henri Matisse, André Malraux und André Gide.
Am 27. November 1941 wurde Aub aufgrund seiner besonderen Gefährlichkeit als angeblicher Kommunist an Bord des Pferdefrachters Sidi-Aïcha nach Nordafrika, in das Arbeitslager in El Djelfa in der algerischen Sahara deportiert. Nach sieben Monaten vermochte er mit Hilfe von Freunden zu fliehen, scheiterte aber an der Grenze von Marokko. Für die Emigration in die USA verschaffte ihm der Schriftsteller John Dos Passos ein Affidavit. Da Aub sein Schiff verpasste, weigerten sich die Konsularbeamten der Vereinigten Staaten, das Permit zu erneuern. Die folgenden drei Monate lebte Aub im Untergrund in Marokko und hielt sich u. a. im Keller einer jüdischen Frauenklinik in Casablanca versteckt. Durch die Hilfe des mexikanischen Konsuls in Frankreich, der u. a. von Dos Passos auf Aub aufmerksam gemacht worden war, konnte Aub im September 1942 ausreisen. Einen Monat später traf er in Mexiko-Stadt ein. Seine Frau konnte zusammen mit den Töchtern erst 1946 nachkommen.
Zu Aubs literarischer Neuorientierung nach seiner Emigration schreibt Albrecht Buschmann: „Im ersten Jahrzehnt seines Exils formt sich die Persönlichkeit des Schriftstellers, als der er seit den 50er Jahren international bekannt und berühmt wurde. Aub, dessen Anfänge von experimentellen literarischen Entwürfen geprägt waren, wandelt sich zu einem eher realistischen Erzähler, der zugleich verspielt und politisch engagiert, witzig und scharf, phantastievoll und dokumentarisch schreibt. Dabei verarbeitet er Sujets seiner neuen Heimat Mexiko ebenso wie spanische Themen, und hier immer wieder das Trauma seines Lebens, den spanischen Bürgerkrieg.“ Seine Prägung als Avantgardist, der in erster Linie das Theater revolutionieren wollte, bleibt aber in seinen Büchern immer spürbar, sei es in den Sprachspielen und der fragmentarischen Erzählweise der Romane des "Magischen Labyrinths", sei es in seinen wenig bekannten neo-avantgardistischen Experimenten wie dem Text-Kartenspiel "Juego de cartas" (1964), das auf die Bindung als Buch verzichtet und dessen Erzählfragmente auf der Rückseite eines Kartenspiels gedruckt sind: Radikaler noch als in Julio Cortázars Roman Rayuela (1963) ist der Leser hier gezwungen, sich die Abfolge seines Textes selbst zu wählen.
In Mexiko-Stadt lehrte Aub bis 1951 an der Akademie Film- und Theaterwissenschaft und wirkte zwischen 1943 und 1953 auch als Drehbuchautor, Regisseur und Übersetzer. Unter anderem arbeitete er dort mit Luis Buñuel zusammen. In Mexiko leitete er daneben einige Jahre einen Radiosender der Universität. Einige Jahre saß Aub auch in der Jury der Filmfestspiele von Cannes. Hier in Mexiko schloss er mit der Zeit Freundschaft mit Alfonso Reyes, Octavio Paz und Carlos Fuentes. Ab 1949 publizierte Aub seine Zeitschrift Sala de Espera („Wartesaal“); in den 30 Ausgaben brachte Aub immer wieder seine Hoffnung zum Ausdruck, irgendwann nach Spanien zurückkehren zu können.

### 1950: Rückkehrversuche
Als 1951 Aubs Vater in Valencia starb, untersagte das Franco-Regime Aub die Einreise. Kurz zuvor hatte Aub sich mit seinen Eltern, die er seit seiner Flucht nicht mehr gesehen hatte, in Frankreich treffen wollen. Doch auch der französische Staat hatte ihm die Einreise verweigert und bei Zuwiderhandlung mit der Verhaftung der Eltern gedroht. In einem offenen Brief beschwerte sich Aub beim französischen Präsidenten Vincent Auriol, allerdings vergebens.
Erst 1954 durfte Aub – unter verschiedenen Auflagen – mit einem Touristenvisum in Südfrankreich seine Mutter treffen. Es folgten mehrere Reisen nach Europa. 1958 besuchte er die Bundesrepublik Deutschland. 1961 sprach er anlässlich der Verleihung der Ehrendoktorwürde an seinen Freund und Kollegen Dámaso Alonso.
Als im September 1962 Aubs Mutter in Valencia starb, verweigerten ihm die spanischen Behörden wiederum die Einreise. Zur Jahreswende 1962/63 hielt sich Aub in New York auf, um auf einer Ausstellung des Malers Jusep Torres Campalans zu sprechen – der allerdings eine vollständige Erfindung Aubs war. Aub erfand diese Gestalt nicht nur für seinen gleichnamigen Roman; er malte auch viele Bilder, die dann als Werke Campalans Beachtung fanden. Einzelheiten dieses Husarenstreiches schildert Albrecht Buschmann. Während dieses Aufenthalts in den USA wurde Aub auch von der Harvard University und Yale University zu Vorträgen eingeladen.
1966 bereiste Aub im Auftrag der UNESCO den Nahen Osten und gründete an der Universität Jerusalem das Institut für lateinamerikanische Literatur. Er selbst lehrte dort von November 1966 bis Februar 1967.
Zwischen Dezember 1967 und Februar 1968 hielt sich Aub in Havanna, Kuba, auf und war auf einer Tagung über den antifaschistischen Kongress von 1937 als Zeitzeuge einer der wichtigsten Redner. José Castellet und Jorge Semprún boten Aub einen Platz in der Jury des lateinamerikanischen Kulturinstituts Casa de las Américas an, den Aub gerne annahm. Da seine Tochter Elena verheiratet auf Kuba lebte, hielt er sich ohnehin regelmäßig im Land auf.
1969 besuchte Aub seine in London lebende Tochter María Luisa und erlitt (wahrscheinlich auf Grund der Reisestrapazen) einen Herzanfall, der ihn fast zwölf Wochen ins Krankenhaus brachte.
Erst drei Jahre vor seinem Tod, im August 1969, wurde Aub durch die spanische Regierung ein Touristenvisum erteilt. Unterstützt von Carlos Barral und Manuel Tuñón de Lara bereiste er bis Ende November desselben Jahres das ganze Land. Durch Vermittlung Dámaso Alonsos gelang es Aub sogar, Teile seiner exzellenten Privatbibliothek wieder zu erlangen; sie war während des Kriegs beschlagnahmt und der Universitätsbibliothek Valencia zur Verfügung gestellt worden. Werke, welche die Bibliothek in keiner anderen Ausgabe besaß, durfte er allerdings nicht mitnehmen.
Indirekt bekannte Aub in Briefen, die Erwartungen, mit denen er diese Reise angetreten hatte, seien enttäuscht worden: Francos Spanien war nicht mehr sein Spanien. Im Alter von 69 Jahren starb er (1972) in Mexiko-Stadt.

### Nachleben
Von der spanischen Werkausgabe, die von Joan Oleza Simó (Universität Valencia) herausgegeben wird, sind zwischen 2001 und 2012 12 Bände erschienen. Sie war anfangs auf 13 Bände geplant, inzwischen sind 20 Bände vorgesehen. Daneben macht sich Manuel Aznar Soler als Leiter des Forschungsbereichs Exilliteratur an der Autonomen Universität Barcelona sowie in seiner Funktion als wissenschaftlicher Direktor der Max-Aub-Stiftung um das Werk Aubs verdient. An der Universität Valencia sind, vor allem seit den Vorbereitungen zum 100. Geburtstag des Autors im Jahr 2003, zahlreiche wissenschaftliche Aktivitäten eingeleitet worden (Tagungen, Ausstellungen, Promotionen etc.).
In Spanien erschien 2013 eine bisher auf Deutsch unveröffentlichte Biografie Luis Bunuels, die aus über 5000 Notizseiten Aubs zusammengestellt wurde.
Im Deutschen steht, neben einer Auswahl der Erzählungen und den wichtigsten Romanen, eine von Albrecht Buschmann und Stefanie Gerhold besorgte Übersetzung von Aubs sechsbändigem Hauptwerk über den Spanischen Bürgerkrieg zur Verfügung. Rezensent Sebastian Handke (Die Tageszeitung) hebt Aubs „distanzierten, niemals engagierten Tonfall“ und „seine schneidenden Dialoge“ hervor, die sein Werk auf wundersame Weise zu einem „buchstäblich humanistischen Text“ machten. Ähnlich äußert sich Rainer Traub im Spiegel. Die Rezensentin Katharina Döbler räumt in Die Zeit ein, das Werk sei in der Tat labyrinthisch, überaus schwierig und „voller Verstöße gegen die guten Sitten des Erzählens“ geraten. Aub entwerfe entlang eines kaum wahrnehmbaren, oft verschwindenden roten Fadens eine fiktionale Chronik, die vom Vorabend des Krieges bis zu jenen Tagen an der Hafenmole von Alicante reiche, wo „die Letzten der Republik auf Gefängnisse, Stadien, provisorische Lager und Massengräber verteilt“ worden seien. Paul Ingendaay sieht in dem Zyklus „ein ziemlich unebenes Werk“ von „radikaler Modernität» und erkennt in seiner Komposition eine «Mischung aus Totalität und Unberechenbarkeit“. Er folgert: „Ich kenne kein anderes Werk dieser Dimension, das so viel fordert und so wenig zu beabsichtigen scheint; das den Leser auf vergleichbare Weise am Kragen packt und dann wieder orientierungslos stehenläßt; ihn an einer Stelle umwirbt, um ihm an anderer einen Klaps auf die Nase zu geben.“

## Werke (Auswahl)
- Poemas cotidianos, Gedichte, 1925
- Teatro incompleto, Dramen, 1931
- El laberinto mágico, sechsbändiger Romanzyklus, 1943–68
- Las buenas intenciones, Roman, 1954
- Jusep Torres Campalans, fiktive Künstlerbiographie, 1958
- La calle de Valverde, Roman, 1961
- Enero en Cuba, Erinnerungen (Fragment), 1969
- La gallina ciega, Erinnerungen (Fragment), 1971
- Luis Buñuel, novela, Biografie. Cuadernos de vigia, Granada 2013

### Deutsche Ausgaben
- Die bitteren Träume („Campo Abierto“), München 1962
- Die Schuld des ersten Anglers. Erzählungen. Piper-Bücherei, 177. München 1963[9]
- Vivo („Vivo“, 1953), Verlag Mathias Gatza, Berlin 1991
- 80 Seiten 60 Morde („Crímenes Ejemplares“, 1957), Verlag Mathias Gatza, Berlin 1992
- Die besten Absichten („Las buenas intenciones“), Frankfurt 1996
- Der Mann aus Stroh, Erzählungen, Frankfurt 1997
- Jusep Torres Campalans. Deutsch. Eichborn Verlag 1997, ISBN 3-8218-0645-1; Büchergilde Gutenberg 1997, ISBN 3-7632-4734-3
- Das magische Labyrinth („El laberinto mágico“), Frankfurt 1999 bis 2003

1. Nichts geht mehr („Campo cerrado“), 1999
2. Theater der Hoffnung. („Campo abierto“), 1999
3. Blutiges Spiel („Campo de sangre“), 2000
4. Die Stunde des Verrats („Campo del Moro“), 2001
5. Am Ende der Flucht („Campo francés“), 2002
6. Bittere Mandeln („Campo de los almendros“), 2003

- Max Aub, Francisco Ayala, Arturo Barea, Roberto Ruiz Ramon, Jose Sender, Manuel Andujar. Spanische Erzähler: Autoren im Exil – Narradores espanoles fuera de Espana. Herausgegeben und übersetzt von Erna Brandenberger. Langewiesche-Brandt 1971; dtv, München 1973 u. ö. ISBN 3-423-09077-4 (zweisprachig)
- Der Friedhof von Djelfa – El cementerio de Djelfa. In: Erna Brandenberger (Hrsg.): Fueron Testigos. Sie waren Zeugen. dtv, München 1993, ISBN 3-423-09303-X (zweisprachig)